# 巾阿卷叶蛛
巾阿卷叶蛛（学名：Ajmonia capucina）为卷叶蛛科阿卷叶蛛属的动物。在中国大陆，分布于甘肃、北京、浙江等地，多生活于果园花丛。该物种的模式产地在甘肃。